# Phan Anh Tuấn
Phan Anh Tuấn là Thiếu tướng Công an nhân dân Việt Nam. Ông là Cục trưởng đầu tiên của Cục Quản lý công nghiệp an ninh và doanh nghiệp (nay là Cục Công nghiệp an ninh) thuộc Tổng cục Hậu cần - Kỹ thuật, Bộ Công an Việt Nam.

## Tiểu sử
Ngày 10 tháng 4 năm 2015, Cục Quản lý công nghiệp an ninh và doanh nghiệp thuộc Tổng cục Hậu cần - Kỹ thuật, Bộ Công an Việt Nam ra mắt. Đại tá Phan Anh Tuấn được bổ nhiệm làm Cục trưởng.
Ông giữ chức vụ này tới tháng 8 năm 2018. Tháng 4 năm 2016, ông mang quân hàm Thiếu tướng Công an nhân dân Việt Nam.
Theo Nghị định số 01/NĐ-CP ngày 6 tháng 8 năm 2018 quy định về chức năng, nhiệm vụ, quyền hạn và cơ cấu tổ chức bộ máy của Bộ Công an. Sau khi giải thể các Tổng cục, Cục Công nghiệp an ninh được thành lập trên cơ sở đổi tên từ Cục Quản lý công nghiệp an ninh và doanh nghiệp trực thuộc Tổng cục Hậu cần-Kỹ thuật trở về trực thuộc Bộ Công an.
Tháng 5 năm 2019, Phan Anh Tuấn là Thiếu tướng, Cục trưởng Cục Công nghiệp an ninh, Bộ Công an Việt Nam.